# Roncus timacensis
Espèce
Synonymes
- Roncus pljakici timacensis Ćurčić, 1981

Roncus timacensis est une espèce de pseudoscorpions de la famille des Neobisiidae.

## Distribution
Cette espèce est endémique de Serbie. Elle se rencontre à Beloinje dans la grotte Pećina Božja Vrata.

## Description
Le mâle mesure 2,885 mm et les femelles de 3,09 à 3,48 mm.

## Systématique et taxinomie
Cette espèce a été décrite sous le protonyme Roncus pljakici timacensis par Ćurčić en 1981. Elle est élevée au rang d'espèce par Ćurčić, Lee et Makarov en 1993.

## Publication originale
- Ćurčić, 1981 : New cave-dwelling pseudoscorpions from Serbia. Bulletin de l'Académie Serbe des Sciences et des Arts, Classe des Sciences Naturelles et Mathématiques, vol. 75, p. 105-114.